# Johann Joachim Winckelmann
Johann Joachim Winckelmann, nemški umetnostni zgodovinar, arheolog, * 9. december 1717, † 8. junij 1768. 
Bil je prvi helenist, ki je razlikoval med grškim, grško-rimskim in rimskim umetnostnim slogom. Kot "prerok in ustanovitveni junak sodobne arheologije"  je bil eden od ustanoviteljev znanstvene arheologije, ki je prvič v zgodovini umetnosti sistematično uporabil kategorije slogov. Mnogi ga imajo za očeta umetnostne zgodovine.  Odločilno je vplival na neoklasicistično gibanje v poznem 18. stoletju. Ni vplival le na novo znanost arheologijo in umetnostno zgodovino, ampak tudi na zahodno slikarstvo, kiparstvo, literaturo in celo filozofijo. Winckelmannova Zgodovina umetnosti starega veka (Geschichte der Kunst des Alterthums, 1764) je bila med prvimi knjigami, napisanimi v nemščini, ki je postala klasika evropske literature. Njegov poznejši vpliv na Lessinga, Herderja, Goetheja, Hölderlina, Heineja, Nietzscheja, Georga in Spenglerja se izzivalno  imenuje "tiranija Grčije nad Nemčijo". 
Danes je Winckelmannov inštitut Humboldtove univerze v Berlinu namenjen študiju klasične arheologije.
Winckelmann je bil homoseksualec in odkrita homoseksualnost je vplivala tudi na njegove spise o estetiki. To so priznavali tudi njegovi sodobniki, na primer Goethe. 

## Življenjepis

### Zgodnje življenje
Winckelmann se je rodil v revni družini v Stendalu v mejni grofiji Brandenburg. Njegov oče, Martin Winckelmann, je delal kot čevljar, njegova mati, Anna Maria Meyer, je bila hči tkalca. Njegova zgodnja leta so bila polna stisk, vendar ga je njegovo akademsko zanimanje gnalo naprej. Rektor Stendalske latinske šole Esaias Wilhelm Tappert ga je vzel k sebi in ga spodbujal tudi zunaj šole. Do konca leta 1735 je obiskoval Stendalsko latinsko šolo.
Med letoma 1736 do konca septembra 1736 je Winckelmann obiskoval Köllnische Gymnasium, realko v Berlinu, in do konca 1739 Altstädtisches Gymnasium v Salzwedlu. Po Tappertovem posredovanju je leta 1736, ko je bil star 21 let, dobil štipendijo in se je vpisal na teologijo na Univerzi v Hallu. Toda ni bil teolog; zanimala ga je grška klasika. Kmalu je spoznal, da ne bo izvedel tistega, kar ga zanima. Zasebno se je posvetil grški umetnosti in literaturi ter obiskoval predavanja Alexandra Gottlieba Baumgartna, ki je skoval izraz "estetika".
Od leta 1741 do leta 1742 je študiral medicino na Jenski univerzi in se učil jezike. Od leta 1743 do leta 1748 je bil namestnik ravnatelja gimnazije v Seehausnu v Altmarku, vendar je ugotovil, da delo z otroki ni pravi poklic zanj. Tudi ni bil zadovoljen s plačilom: njegova plača je bila tako nizka, da je bil odvisen od staršev svojih učencev, da je dobil brezplačne obroke. Prisiljen je bil sprejeti službo učitelja v družini sodnega izvršitelja Lamprechta v Hadmerslebnu, kjer je bil od poletja 1742 do pomladi 1743. Zaljubil se je v lepega Lamprechtovega sina. To je bila ena njegovih številnih neizpolnjenih ljubezni v njegovem življenju. Njegovo navdušenje za moške je izhajalo iz občudovanja grškega in rimskega kiparstva. 

Iz Winckelmannovih pisem je očitno, da so bila študijska leta in delo učitelja zanj tlaka in preizkušnja, saj je zraven študiral filologijo, filozofijo in zgodovino. Odlomki iz pisem so shranjeni na njegovem posestvu v Francoski narodni knjižnici (Bibliothèque nationale de France) v Parizu.

### Von Bünauvov knjižničar
Leta 1748 je Winckelmann pisal grofu Heinrichu von Bünauu: "... majhen pomen se pripisuje grški literaturi, ki sem se ji posvetil, kolikor sem mogel, ker so dobre knjige tako redke in drage". V istem letu je bil Winckelmann imenovan za sekretarja von Bünavove knjižnice v Nöthnitzu v bližini Dresdna. Knjižnica je vsebovala okrog 40.000 zvezkov. Winckelmann je prebral Homerja, Herodota, Sofokla, Ksenofonta in Platona, toda v Nöthnitzu je našel tudi dela znanih pisateljev razsvetljenstva, kot sta Voltaire in Montesquieu. Zanj je bilo veliko olajšanje, ko je lahko pustil za seboj špartansko vzdušje Prusije. Glavna Winckelmannova naloga je bila pomoč von Bünauu pri pisanju knjige o Svetem rimskem cesarstvu in zbiranju gradiva. Večkrat je obiskal zbirke starin v Dresdnu, a je njegov opis najboljših slik ostal nedokončan. S tamkajšnjimi zakladi, kljub temu da so pri njem prebudili močno zanimanje za umetnost, se je poglobila njegova povezava z različnimi umetniki, predvsem slikarjem Adamom Friedrichom Oeserjem (1717–1799) – Goethejev prihodnji prijatelj in vplivnež –, ki je Winckelmanna spodbujal k študiju estetike (Winckelmann je nato močno vplival na Johanna Wolfganga von Goetheja). 
Leta 1755 je Winckelmann objavil  Gedanken über die Nachahmung der griechischen Werke in der Malerei und Bildhauerkunst (Misli o posnemanju grških del v slikarstvu in kiparstvu), ki sta mu sledila navidezen napad na delo in obramba načel nominalnega nepristranskega kritika. Delo namreč prvič vsebuje nauk, ki ga je nato še razvil, o idealu "plemenite preprostosti in mirne veličine" (edle Einfalt und stille Größe), in dokončno trditev, da je "eden od načinov za nas, da postanemo veliki, morda neponovljivi, posnemanje antike". Delo je bilo občudovano ne le zaradi idej, ampak tudi zaradi literarnega sloga. Winckelmann je postal znan in je doživel številne ponatise in bil kmalu preveden v francoščino. V Angliji so njegovi pogledi spodbudili razpravo v 1760-ih in 1770-ih, a je bila omejena na umetniške kroge: Henry Fuseli je prevod Reflections on the Painting and Sculpture of the Greek (Razmišljanja o slikarstvu in kiparstvu Grkov) objavil leta 1765, vendar besedilo ni našlo dovolj bralcev, da bi upravičil drugo izdajo.

### Rim
Leta 1751 je papeški nuncij in prihodnji Winckelmannov delodajalec Alberico Archinto obiskal Nöthnitz in leta 1754 se je Winckelmann pridružil katoliški cerkvi. Goethe je trdil, da je bil Winckelmann pogan, a mu je sprememba odprla vrata papeške knjižnice. Na podlagi Gedanken über die Nachahmung der Griechischen Werke mu je Avgust III., kralj Poljske in saški volilni knez, odobril pokojnino v višini 200 tolarjev, tako da je lahko nadaljeval študij v Rimu.
Winckelmann je prispel v Rim novembra 1755. Njegova prva naloga je bila opisati kipe na Cortile del Belvedere (Belvederskem dvorišču): Apolona Belvederskega, Laokoontove skupine, tako imenovani Antinoj, in Belvederski torzo, ki so po njegovem mnenju izražali "izredno popolnost antičnih kipov". 
Prvotno naj bi Winckelmann s pomočjo nepovratnih sredstev iz Dresdna v Italiji ostal le dve leti, vendar je izbruh sedemletne vojne (1756–1763) spremenil njegove načrte. Imenovan je bil za knjižničarja kardinala Passioneia, ki je bil navdušen nad njegovo lepo grško pisavo. Winckelmann je bil tudi knjižničar kardinala Archinta. Kardinal Passionei ga je zelo podpiral. Po njuni smrti se je Winckelmann zaposlil kot knjižničar v hiši kardinala Alessandra Albanija, ki je imel veličastno zbirko starin v vili pri Porti Salarii.
S pomočjo svojega novega prijatelja,  ki je bil slikar Anton Raphael Mengs (1728–1779), s katerim je najprej živel v Rimu, se je Winckelmann posvetil študiju rimske antike in postopoma pridobil neprimerljivo znanje starodavne umetnosti. Njegova metoda skrbnega opazovanja mu je omogočila, da prepoznal rimske kopije grške umetnosti, kar je bilo takrat nenavadno, rimska kultura se je zdela končni dosežek antike. S pomočjo Mengsa so bile Winckelmannove ideje prepoznane v umetnosti in so se širile po Evropi. ("Za nas je edini način, da postanemo veliki, neponovljivi, če je le mogoče, posnemanje Grkov," je Winckelmann zapisal v Mislih o posnemanju grških del v slikarstvu in kiparstvu. S posnemanjem ni mislil kopiranja: " ... kaj je posnemanje, če ravnaš z razlogom, lahko prevzameš drugo obliko, kot je bila, in postane tvoja"). Neoklasicistični umetniki so poskušali oživiti duha in oblike stare Grčije in Rima. Prispevek Mengsa je bil precejšen, saj je takrat veljal za največjega živečega slikarja. Francoski slikar Jacques-Louis David je srečal Mengsa v Rimu (1775–1780) in spoznal Winckelmannovo umetniško teorijo. Ko je bil Winckelmann v Rimu, je  srečal škotskega arhitekta Roberta Adama, ki je pod njegovim vplivom postal vodilni zagovornik neoklasicizma v arhitekturi. Winckelmannove ideale so pozneje spoznali v Angliji prek reprodukcij delavnice Etruria Josiaha Wedgwooda (1782).
Leta 1760 je izšlo Winckelmannovo delo Description des pierres gravées du feu Baron de Stosch, leta 1762 njegova Anmerkungen über die Baukunst der Alten (Razmišljanja o arhitekturi antike), ki so vključevala opis templjev v Pestumu. Leta 1758 in 1762 je obiskal Neapelj, da bi opazoval arheološka izkopavanja v Pompejih in Herkulaneumu.  "Kljub povezavi z Albanijem se je Winckelmann izogibal senčnemu svetu umetnosti trgovanja, ki bi ogrozil znanstveni ugled tako briljantnih in veliko manj sistematičnih starinoslovcev, kot sta Francesco Ficoroni in baron Stosch." Winckelmannova revščina je morda bila odločilna, trgovina s starinami je bila draga in špekulativna igra. Leta 1763 ga je z Albanijevim posredovanjem Klemen XIII. imenoval za prefekta starin.
Od leta 1763, pri čemer je ohranil svoj položaj z Albanijem, je Winckelmann deloval kot prefekt starin (Prefetto delle Antichità) in pisar (Scriptor linguae teutonicae) v Vatikanu. Winckelmann je spet obiskal Neapelj leta 1765 in 1767 ter za volilnega kneza in saškega princa napisal Briefe an Bianconi (Pisma Bianconiju), ki so bili objavljena 11 let po njegovi smrti v knjigi Antologia romana (Rimska antologija). 
Winckelmann je prispeval različne eseje za Knjižnico za lepe vede (Bibliothek der schönen Wissenschaften); leta 1766 je objavil svoje delo Versuch einer Allegorie (Poskus alegorije). Pomembnejše je bilo delo z naslovom Monumenti antichi inediti (Neobjavljeni antični spomeniki), 1767–1768, s predgovorom Trattato preliminare, v katerem je njegov splošni oris zgodovine umetnosti. Priloge v tem delu so predstavitve predmetov, ki so bile napačno pojasnjeni ali sploh niso bile razloženi. Winckelmannova pojasnila so bila izjemno koristna za prihodnjo arheološko znanost, saj jih prikazuje z opazovalno metodo, ki je vir navdiha mnogih umetniških del in naj bi bila povezana z rimsko zgodovino, ki ima podlago v Homerju.

### Mojstrovine
Winckelmannova mojstrovina je Geschichte der Kunst des Alterthums (Zgodovina umetnosti starega veka), objavljena leta 1764. Kmalu je bila prepoznana kot trajni prispevek k evropski literaturi. V tem delu "je bil Winckelmannov najpomembnejši in trajen dosežek izdelati temeljit, celovit in razumljiv kronološki opis vse antične umetnosti, tudi egipčanske in etruščanske". To je bilo prvo delo, ki je opredelilo umetnost civilizacij, organsko rast, zrelost in upad. To je njegova zgodba o kulturnih dejavnikih, kot so podnebje, svoboda in obrt. Winckelmann opredeljuje zgodovino grške umetnosti in Grčije. Predstavlja žarečo sliko političnih, socialnih in intelektualnih razmer, za katere je bil prepričan, da so urejene za spodbujanje ustvarjalnih dejavnosti v antični Grčiji.
Temeljna ideja Winckelmannovih umetnostnih teorij je, da je konec umetnosti v lepoti in da je ta namen mogoče doseči le, če so posamezne ter značilne lastnosti strogo podrejene splošnemu umetnikovemu sistemu. Pravi umetnik izbere iz narave pojave, primerne za njegov namen, in jih kombinira s svojo domišljijo, ustvarja idealen tip, ohranja normalna razmerja, zato posamezni deli, kot so mišice in žile, ne smejo prekiniti skladnosti splošnih obrisov.

### Smrt
Leta 1768 je Winckelmann potoval na sever čez Alpe, vendar je bil na Tirolskem potrt in se je odločil, da se vrne v Italijo. Njegov prijatelj, kipar in restavrator Bartolomeo Cavaceppi ga je prepričal, da je potoval v München in na Dunaj, kjer ga je z veliko častjo sprejela Marija Terezija. Na poti nazaj ga je 8. junija 1768 v Trstu v hotelski postelji umoril sopotnik z imenom Francesco Arcangeli zaradi medalje, ki mu jo je dala Marija Terezija. Arcangeli je mislil, da je bil le un uomo di poco conto (človek z malo denarja). Arcangeli je bil usmrčen čez en mesec s posebnim kolesom za lomljenje kosti.
Winckelmann je bil pokopan na pokopališču tržaške stolnice. Domenico Rosetti in Cesare Pagnini sta opisala zadnji teden Winckelmannovega življenja; Heinrich Alexander Stoll je prevedel italijansko delo v nemščino z naslovom Mordakte Winckelmann.

## Kritični odziv in vpliv
Winckelmannovo pisanje je ključnega pomena za razumevanje sodobnih evropskih odkritij antične (včasih idealizirane) Grčije, neoklasicizma in nauka o umetnosti kot posnemanja (Nachahmung). Mimetična narava umetnosti, ki posnema, a ne samo kopira, kot to razlaga Winckelmann, je osrednjega pomena za razlago razsvetljenstva klasičnega idealizma. Winckelmann je prvi, ki je močno vplival na preoblikovanje okusa v poznem 18. stoletju.
Winckelmannova študija Sendschreiben von den Herculanischen Entdeckungen (Pismo o odkritju Herkulaneuma) je bila objavljena leta 1762, čez dve leti pa Nachrichten von den neuesten Herculanischen Entdeckungen (Poročilo o najnovejših odkritjih v Herkulaneumu). Iz njiju so znanstveniki dobili prve prave informacije o izkopavanjih v Pompejih.
Njegovo glavno delo Geschichte der Kunst des Alterthums (Zgodovina umetnosti starega veka), 1764, je močno vplivala na sodobne poglede večvredne grške umetnosti. Leta 1766 je bilo prevedeno v francoščino, nato v angleščino in italijanščino. Med drugimi je tudi Gotthold Ephraim Lessing mnoge ideje v svojem Laokoontu (1766) utemeljil na Winckelmannovih pogledih o skladnosti in izražanju v vizualni umetnosti.
V svojih zgodovinskih delih Winckelmann uporablja ne le dela umetnosti, ki jih je sam študiral, ampak tudi razpršena poročila o tej temi pri antičnih pisateljih; njegovo široko znanje in živa domišljija sta mu omogočila, da je dal številne uspešne predloge za obdobja, za katera je malo neposrednih informacij. Dosegljivim umetniškim delom se je podrobno posvetil. Veliko njegovih sklepov na podlagi nezadostnih dokazov o rimskih kopijah bi bilo treba spremeniti ali zamenjati s poznejšimi raziskavami. Za Winckelmannove sodobnike je prišel kot razodetje in nanje je zelo vplival.

## Delo
Najdostopnejša izdaja zbranih del v zgoščeni obliki je delo Davida Irwina Winckelmann: Selected Writings on Art (Izbrani spisi o umetnosti) (London: Phaidon) 1972; kritična izdaja Kleine Schriften, urednika Walther Rehm in Hellmut Sichtermann, Vorreden, Entwürfen (Berlin), 1968.
1. Gedanken über die Nachahmung der griechischen Werke in der Malerei und Bildhauerkunst  (Misli o posnemanju grških del v slikarstvu in kiparstvu), ki sta mu sledila navidezen napad na delo in obramba načel nominalnega nepristranskega kritika  (s prvo izdajo leta 1755 je izšlo le 50 izvodov, 2. izdaja je bila leta 1756) (online).
2. Description des pierres gravées du feu Baron de Stosch (1760).
3. Anmerkungen über die Baukunst der Alten (Opombe o starodavni arhitekturi) skupaj  s poročilom o templjih v Paestumu (1762).
4. Sendschreiben von den Herculanischen Entdeckungen (Pismo o odkritjih v Herkulaneumu) (1762). (Digitalisat)
5. Esej o lepem v umetnosti, 1763, eseje v pismih je naslovil na Friedricha Rudolpha von Berga.
6. Nachrichten von den neuesten Herculanischen Entdeckungen (Poročilo o najnovejših odkritjih v Herkulaneumu) (1764).
7. Geschichte der Kunst des Alterthums (Zgodovina umetnosti starega veka) (1764). Digitalisat, Digitalisat. Faksimileneudruck der 1. Auflage 1966 (Studien zur deutschen Kunstgeschichte. Bd. 343.)
8. Alte Denkmäler der Kunst. 2 Bände. Prevod iz italijanščine Friedrich Leopold Brunn. Christian Gottfried Schöne, Berlin 1791/92 (Digitalisat).
9. Joseph Eiselein: Johann Winckelmanns sämtliche Werke: dabei Porträt, Facsimile und ausführliche Biographie des Autors; unter dem Texte die frühern und viele neue Citate und Noten; die allerwärts gesammelten Briefe nach der Zeitordnung, Fragmente, Abbildungen und vierfacher Index. 12 Bände. Verlag Deutscher Classiker, Donaueschingen 1825–1829 (Digitalisat).
10. Versuch einer Allegorie (Poskus alegorije) (1766), čeprav je delo posledica mnogo razmišljanja in branja, se ne obravnava kot temeljito kritično delo.
11. Monumenti antichi inediti (Neobjavljeni antični spomeniki), 1767–1768, s predgovorom Trattato preliminare, v katerem je njegov splošni oris zgodovine umetnosti. Priloge v tem delu so predstavitve predmetov, ki so bili napačno pojasnjeni ali sploh niso bili razloženi.
12. Briefe Bianconi (Pisma Bianconiju) so bila objavljena 11 let po njegovi smrti v knjigi Antologia romana (Rimska antologija).

## Druga literatura
- Klaus-Werner Haupt (2014). Begründer der klassischen Archäologie und modernen Kunstwissenschaften. Weimarer Verlagsgesellschaft. ISBN 978-3-86539-718-8.
- K. Harloe, Winckelmann and the invention of Antiquity History and Aesthetics in the Age of Altertumswissenschaft (2013)
- Klaus-W. Haupt (2012). Die zwei Federn des Johann Winckelmann. Oder: Wer sein Glück erkennt und nutzt, der ist es wert!. Druckzone Cottbus GmbH. ISBN 978-3-00-038509-4.
- Efthalia Rentetzi,  'Johann Joachim Winckelmann und der altgriechische Geist', in Philia (Universität Würzburg); vol. I (2006), pp. 26–30, ISSN 0936-1944
- Wouter Soudan, Normativiteit en Historisch Bewustzijn in de Achttiende Eeuw: Winckelmanns kunstpedagogie en de epistemologie van het Schone [PhD diss., Leuven] (2008) (full text pdf with exhaustive bibliography)
- R. M. Fridrich, Sehnsucht nach dem Verlorenen: Winckelmanns Asthetik und ihre fruhe Rezeption (2003)
- F. Testa, Winckelmann e l'invenzione della storia d'arte (1999)
- A. Potts, Flesh and the Ideal: Winckelmann and the origins of art history (1994)
- E. Pommier, ed., Winckelmann: La Naissance de l'histoire de l'art ... (1991)
- D. M. Sweet, 'The Personal, the Political and the Aesthetic: Johann Joachim Winckelmann's German Enlightenment life', in Journal of Homosexuality; 18 (1988), p. 152
- D. Constantine, Early Greek travellers and the Hellenic ideal (1984), p. 85–146
- I. Parry, 'Belvedere Hercules', in I. Parry, Hand to mouth (1972); reprinted in I. Parry, Speak Silence Essays (1988), p. 156–174
- Wolfgang Leppmann, Winckelmann (1970) . Alfred A. Knopf, LOC: 70-118711
- H. Honour, Neoclassicism (1968)
- E. M. Butler, The Tyranny of Greece over Germany (1935)
- Walter Pater, 'Winckelmann', in Westminster Review (1867 January) (repr. in W. Pater, Studies in the History of the Renaissance (1873) and The Renaissance: Studies in Art and Poetry (1877))
- J. W. von Goethe, Winckelmann und sein Jahrhundert (1805)